# 千年浪漫
千年浪漫（せんねんろまん）は、荻野目洋子のアルバム「FAIR TENSION」に収録されている曲。アルバムの発売日は1989年11月21日。

## 解説
愛すべき異性と出会うべく、1人彷徨う女性の寂しさ・せつなさを曲にのせて歌われている。作詞は森雪之丞、作曲はJOEY CARBONE、編曲は鷺巣詩郎。曲のエンディング部分はTBS『オールスター感謝祭』OAにおいて、CM明け時のBGMとして使用されている。